# Sir Mix-a-Lot

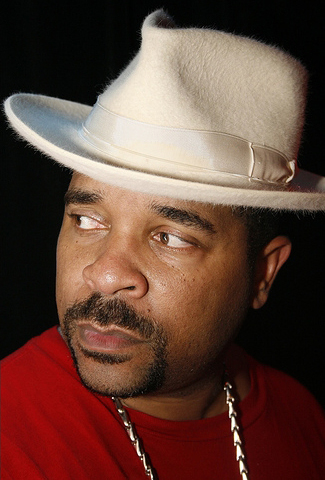
Sir Mix-a-Lot (2006)

Anthony Ray (* 12. August 1963 in Seattle), bekannt als Sir Mix-a-Lot, ist ein US-amerikanischer Rapper und Musikproduzent.

## Werdegang
Ray kreierte Ende der 1980er und in den 1990er Jahren seine ganz eigene Art von Hip-Hop, beeinflusst von Funk und Electromusik, sowie Miami Bass und der deutschen Band Kraftwerk. Seine Texte handeln oftmals von sexuellen Dingen, in letzter Zeit aber auch von Politik. Seinen bislang größten Erfolg hatte er mit der Single Baby Got Back. Der Song war 1992 fünf Wochen lang auf Platz 1 der US-Charts und brachte ihm 1993 den Grammy für die beste Rap-Solo-Performance ein. Er wird wegen seines bewusst übertriebenen sexistischen Inhalts oft in Komödien verwendet. Besonders der Anfang des Songs ist hierbei beliebt, weil er recht plötzlich mit dem Ausspruch „I like big butts!“ beginnt, was für einen spaßigen Überraschungseffekt sorgt. Ein Beispiel hierfür ist Scary Movie 4, wo zunächst nur einige Einzeller gezeigt werden (als Parodie auf den Anfang von Krieg der Welten), die dann jedoch im Gegensatz zum Original mit dem einsetzenden Song beginnen eine wilde Party zu feiern, bei der einige Einzellerdamen ihre Brüste zeigen.
Ray hatte und hat großen Einfluss auf die gesamte West-Coast-Hip-Hop-Szene.

## Diskografie

### Studioalben
| Jahr | Titel                     | Höchstplatzierung, Gesamtwochen, AuszeichnungChartplatzierungen (Jahr, Titel, Platzierungen, Wochen, Auszeichnungen, Anmerkungen) | Höchstplatzierung, Gesamtwochen, AuszeichnungChartplatzierungen (Jahr, Titel, Platzierungen, Wochen, Auszeichnungen, Anmerkungen) | Höchstplatzierung, Gesamtwochen, AuszeichnungChartplatzierungen (Jahr, Titel, Platzierungen, Wochen, Auszeichnungen, Anmerkungen) | Höchstplatzierung, Gesamtwochen, AuszeichnungChartplatzierungen (Jahr, Titel, Platzierungen, Wochen, Auszeichnungen, Anmerkungen) | Höchstplatzierung, Gesamtwochen, AuszeichnungChartplatzierungen (Jahr, Titel, Platzierungen, Wochen, Auszeichnungen, Anmerkungen) | Anmerkungen                                                   |
| Jahr | Titel                     | DE | AT | CH | UK | US | Anmerkungen                                                   |
| ---- | ------------------------- | --- | --- | --- | --- | --- | ------------------------------------------------------------- |
| 1988 | Swass                     | — | — | — | — | US82 Platin · (58 Wo.)US | Erstveröffentlichung: 1. September 1988 Verkäufe: + 1.000.000 |
| 1989 | Seminar                   | — | — | — | — | US67 Gold · (41 Wo.)US | Erstveröffentlichung: 17. Oktober 1989 Verkäufe: + 500.000    |
| 1992 | Mack Daddy                | — | — | — | — | US9 Platin · (61 Wo.)US | Erstveröffentlichung: 4. Februar 1992 Verkäufe: + 1.000.000   |
| 1994 | Chief Boot Knocka         | — | — | — | — | US69 (9 Wo.)US | Erstveröffentlichung: 19. Juli 1994                           |
| 1996 | Return of the Bumpasaurus | — | — | — | — | US123 (4 Wo.)US | Erstveröffentlichung: 27. August 1996                         |

Weitere Alben
- 2000: Beepers, Benzos, and Booty: The Best Of
- 2003: Shhh… Don’t Tell ’Em That
- 2003: Daddy’s Home

### Singles
| Jahr | Titel Album                          | Höchstplatzierung, Gesamtwochen, AuszeichnungChartplatzierungen (Jahr, Titel, Album, Platzierungen, Wochen, Auszeichnungen, Anmerkungen) | Höchstplatzierung, Gesamtwochen, AuszeichnungChartplatzierungen (Jahr, Titel, Album, Platzierungen, Wochen, Auszeichnungen, Anmerkungen) | Höchstplatzierung, Gesamtwochen, AuszeichnungChartplatzierungen (Jahr, Titel, Album, Platzierungen, Wochen, Auszeichnungen, Anmerkungen) | Höchstplatzierung, Gesamtwochen, AuszeichnungChartplatzierungen (Jahr, Titel, Album, Platzierungen, Wochen, Auszeichnungen, Anmerkungen) | Höchstplatzierung, Gesamtwochen, AuszeichnungChartplatzierungen (Jahr, Titel, Album, Platzierungen, Wochen, Auszeichnungen, Anmerkungen) | Anmerkungen                                                  |
| Jahr | Titel Album                          | DE | AT | CH | UK | US | Anmerkungen                                                  |
| ---- | ------------------------------------ | --- | --- | --- | --- | --- | ------------------------------------------------------------ |
| 1986 | Square Dance Rap –                   | — | — | — | UK81 (2 Wo.)UK | — | Erstveröffentlichung: Juli 1986                              |
| 1988 | Posse on Broadway Swass              | — | — | — | — | US70 (9 Wo.)US | Erstveröffentlichung: 25. September 1988                     |
| 1992 | Baby Got Back Mack Daddy             | DE25 (10 Wo.)DE | — | CH39 (2 Wo.)CH | UK56 Gold · (2 Wo.)UK | US1 ×2Doppelplatin + Gold (Digital) · (28 Wo.)US                                                                                         | Erstveröffentlichung: 27. Februar 1992 Verkäufe: + 2.935.000 |
| 1996 | Jump on It Return of the Bumpasaurus | — | — | — | — | US97 (3 Wo.)US | Erstveröffentlichung: 23. Juli 1996                          |

Weitere Singles
- 1989: Iron Man
- 1989: Beepers
- 1990: I Got Game
- 1990: My Hooptie
- 1992: One Time’s Got No Case
- 1994: Ride

## Auszeichnungen für Musikverkäufe
| Goldene Schallplatte - Australien - 1992: für die Single Baby Got Back | Platin-Schallplatte - Neuseeland - 2023: für die Single Baby Got Back |

Anmerkung: Auszeichnungen in Ländern aus den Charttabellen bzw. Chartboxen sind in ebendiesen zu finden.
| Land/RegionAuszeichnungen für Musikverkäufe (Land/Region, Auszeichnungen, Verkäufe, Quellen) | Gold     | Platin     | Verkäufe  | Quellen          |
| -------------------------------------------------------------------------------------------- | -------- | ---------- | --------- | ---------------- |
| Australien (ARIA)                                                                            | Gold1    | —          | 35.000    | aria.com.au      |
| Neuseeland (RMNZ)                                                                            | —        | Platin1    | 30.000    | radioscope.co.nz |
| Vereinigte Staaten (RIAA)                                                                    | 2× Gold2 | 4× Platin4 | 5.000.000 | riaa.com         |
| Vereinigtes Königreich (BPI)                                                                 | Gold1    | —          | 400.000   | bpi.co.uk        |
| Insgesamt                                                                                    | 4× Gold4 | 5× Platin5 |           |                  |